# 朴凌厚
朴凌厚（韓語：박능후，1956年6月24日—），韩国京畿大学社会福利系教授，曾出任保健福祉部部長。

## 教育
- 伽倻小学（入学）→真荣大昌小学（转学）→上南小学（毕业）
- 马山中学（毕业）
- 釜山高中（毕业）
- 首尔大学经济学
- 首尔大学政治学研究生院，硕士
- 加州大学伯克利分校社会福利研究生院，博士

## 职业
- 韩国卫生和社会事务研究所高级研究员
- 韩国卫生和社会事务研究所社会保障研究部主任
- 京畿大学社会福利系教授
- 韩国社会保障协会企划部长
- 保健福祉部监管审查委员会主席
- 2011年2月：京畿大学社会福利研究生院第6任院长
- 2013年3月：京畿大学行政研究生院第17任院长
- 保健福祉中央生活保障委员
- 韩国社会保障协会第24届会长
- 2017 年 7 月 - 2020 年 12 月 : 第 53 任保健福祉部部长
- 京畿大学知识情报学院社会福利系教授

## 争议

### 对健康保险逃避的指控
将在国外工作有收入的子女登记为其被抚养人，有谋取扣除所得税和逃避健康保险的嫌疑。朴凌厚部长将长子列入所得税扣除对象，从2012年到2016年，享受了包含医疗费、信用卡、公共交通费等约373万韩元的所得税减免，这只有在长子的收入低于 100 万韩元时才有可能。然而，朴凌厚部长的长子自2009年起就一直在国外生活，在美国特拉华州担任A公司的CEO，收入颇丰。候选人朴凌厚将长子登记为无收入的健康保险被抚养人，领取健康保险优惠，但如果从有收入的被抚养子女处领取健康保险优惠，则视为违反健康保险法。 

### 城南托儿所性侵案相关言论引发争议
2019 年 12 月 2 日，国会对城南托儿所性暴力指控的审计结果表明，“专家们认为这不应该是成人眼中的性暴力过程，而是孩子们在成长过程中出现的自然现象吗?”该说法引发争议。 随后，随着社交媒体上的批评声越来越多，保健福祉部就此事发表了道歉声明。 

### 对李国钟教授的灵魂出窍法的争议
福利部管理不善导致李国宗教授辞职。保健部长官朴能厚的“当事人之间要友好相处”的责任转嫁性发言引发了问题。 

### 2019冠状病毒病发言争议
在 2020 年 2 月 26 日举行的国民议会立法和司法委员会全体会议上，朴凌厚部长表示“ COVID-19 在韩国传播的最大原因是来自中国的韩国人，引起了争议。 ” 朴能厚部长在国会作证说“韩国传染病学会没有推荐禁止入境全中国的措施。”，但韩国传染病学会证明朴部长的证词是虚假的。  未来统合党院内代表沈在哲表示，朴能厚将新冠病毒感染症-19扩散的责任转嫁给了韩国国民，并要求其辞职。 

### 因口罩短缺而将责任转嫁给医务人员的争议
把新冠病毒口罩不足的情况说成是医护人员想积压库存而发生的，从而引发了问题。 